# Bădești (okręg Kluż)
Bădești – wieś w Rumunii, w okręgu Kluż, w gminie Vultureni. W 2011 roku liczyła 130 mieszkańców.